# Mongolia ai Giochi della XXIX Olimpiade
La Mongolia ha partecipato ai Giochi della XXIX Olimpiade di Pechino, svoltisi dall'8 al 24 agosto 2008, con una delegazione di 28 atleti.

## Medaglie
| Medaglia | Atleta                  | Sport    | Evento                |
| -------- | ----------------------- | -------- | --------------------- |
| Oro      | Naidangiin Tüvshinbayar | Judo     | 100 kg maschile       |
| Oro      | Enkhbatyn Badar-Uugan   | Pugilato | Pesi gallo            |
| Argento  | Otryadyn Gündegmaa      | Tiro     | Pisola 25 m femminile |
| Argento  | Pürevdorjiin Serdamba   | Pugilato | Pesi mosca leggeri    |

## Atletica leggera
| Gara              | Atleta                  | Batterie | Batterie | Semifinali | Semifinali | Finale    | Finale |
| Gara              | Atleta                  | Tempo    | Pos.     | Tempo      | Pos.       | Tempo     | Pos.   |
| ----------------- | ----------------------- | -------- | -------- | ---------- | ---------- | --------- | ------ |
| Maratona maschile | Bat-Ochiryn Ser-Od      |          |          |            |            | 2h 24'19" | 52     |
| 400 m femminili   | Batgereliin Möngöntuyaa | 58"14    | 8        |            |            |           |        |

## Judo
| Gara    | Atleta                      | Tabellone principale                     | Tabellone principale                      | Tabellone principale                   | Tabellone principale                     | Tabellone principale                    | Ripescaggi                            | Ripescaggi                               | Ripescaggi                          | Ripescaggi                        |
| Gara    | Atleta                      | Sedicesimi                               | Ottavi                                    | Quarti                                 | Semifinali                               | Finale                                  | 1º turno                              | Quarti                                   | Semifinali                          | Finale                            |
| ------- | --------------------------- | ---------------------------------------- | ----------------------------------------- | -------------------------------------- | ---------------------------------------- | --------------------------------------- | ------------------------------------- | ---------------------------------------- | ----------------------------------- | --------------------------------- |
| 60 kg   | Khashbaataryn Tsagaanbaatar | Gal Yekutiel (Israele) 0000-0001         |                                           |                                        |                                          |                                         |                                       |                                          |                                     |                                   |
| 73 kg   | Gantömöriin Dashdavaa       | Ryan Reser (Stati Uniti) 0111-0100       | Krzysztof Wilkomirski (Polonia) 0012-0010 | Ali Maloumat (Iran) 0010-1100          |                                          |                                         |                                       | Yusuke Kanamaru (Giappone) 0000-0100     |                                     |                                   |
| 81 kg   | Damdinsürengiin Nyamkhüü    | Guillaume Elmont (Paesi Bassi) 0000-0001 |                                           |                                        |                                          |                                         | Giuseppe Maddaloni (Italia) 1000-0000 | Srdjan Mrvaljevic (Montenegro) 1002-0000 | Robert Krawczyk (Polonia) 1010-0001 | Roman Gontiuk (Ucraina) 0100-0110 |
| 100 kg  | Naidangiin Tüvshinbayar     | Keiji Suzuki (Giappone) 1000-0000        | Benjamin Behrla (Germania) 0021-0001      | Jang Sung-Ho (Corea del Sud) 0011-0010 | Movlud Miraliyev (Azerbaigian) 0010-0000 | Zhitkeyev Askhat (Kazakistan) 0120-0001 |                                       |                                          |                                     |                                   |
| +100 kg | Makhgalyn Bayarjavkhlan     | Janusz Wojnarowicz (Polonia) 0000-1000   |                                           |                                        |                                          |                                         |                                       |                                          |                                     |                                   |

| Gara   | Atleta                  | Tabellone principale              | Tabellone principale                     | Tabellone principale                 | Tabellone principale | Tabellone principale | Ripescaggi                                  | Ripescaggi                              | Ripescaggi                               | Ripescaggi                    |
| Gara   | Atleta                  | Sedicesimi                        | Ottavi                                   | Quarti                               | Semifinali           | Finale               | 1º turno                                    | Quarti                                  | Semifinali                               | Finale                        |
| ------ | ----------------------- | --------------------------------- | ---------------------------------------- | ------------------------------------ | -------------------- | -------------------- | ------------------------------------------- | --------------------------------------- | ---------------------------------------- | ----------------------------- |
| 52 kg  | Mönkhbaataryn Bundmaa   | Ana Carrascosa (Spagna) 0000-0100 |                                          |                                      |                      |                      |                                             |                                         |                                          |                               |
| 57 kg  | Khishigbatyn Erdenet-Od | bye                               | Giulia Quintavalle (Italia) 0001-1010    |                                      |                      |                      |                                             |                                         |                                          |                               |
| 63 kg  | Tümen-Odyn Battögs      | bye                               | Anna von Harnier (Germania) 0000-1001    |                                      |                      |                      |                                             |                                         |                                          |                               |
| 78 kg  | Pürevjargalyn Lkhamdegd | bye                               | Yang Xiuli (Cina) 0000-1021              |                                      |                      |                      | Elena Proskurakova (Kirghizistan) 0230-0000 | Marylise Levesque (Canada) 0110-0101    | Edinanci Silva (Brasile) 0010-1131       |                               |
| +78 kg | Dorjgotovyn Tserenkhand | bye                               | Carola Uilenhoed (Paesi Bassi) 0010-0001 | Lucija Polavder (Slovenia) 0000-1100 |                      |                      |                                             | Golzhan Issanova (Kazakistan) 1000-0000 | Anne-Sophie Mondière (Francia) 1000-0000 | Idalys Ortiz (Cuba) 0000-1000 |

## Lotta
| Gara  | Atleta                  | Tabellone principale                        | Tabellone principale                 | Tabellone principale | Tabellone principale | Tabellone principale | Ripescaggi | Ripescaggi | Ripescaggi |
| Gara  | Atleta                  | Sedicesimi                                  | Ottavi                               | Quarti               | Semifinali           | Finale               | Quarti     | Semifinali | Finale     |
| ----- | ----------------------- | ------------------------------------------- | ------------------------------------ | -------------------- | -------------------- | -------------------- | ---------- | ---------- | ---------- |
| 55 kg | Bayaraagiin Naranbaatar | bye                                         | Besik Kudukhov (Russia) 0-1, 0-1     |                      |                      |                      |            |            |            |
| 66 kg | Buyanjavyn Batzorig     | Heinrich Barnes (Sudafrica) 2-1, 7-1        | Irbek Farniev (Russia) 1-0, 0-2, 2-3 |                      |                      |                      |            |            |            |
| 84 kg | Chagnaadorjiin Ganzorig | Novruz Temrezov (Azerbaigian) 0-3, 1-0, 0-3 |                                      |                      |                      |                      |            |            |            |

| Gara  | Atleta                  | Tabellone principale      | Tabellone principale            | Tabellone principale | Tabellone principale | Tabellone principale | Ripescaggi | Ripescaggi | Ripescaggi |
| Gara  | Atleta                  | Sedicesimi                | Ottavi                          | Quarti               | Semifinali           | Finale               | Quarti     | Semifinali | Finale     |
| ----- | ----------------------- | ------------------------- | ------------------------------- | -------------------- | -------------------- | -------------------- | ---------- | ---------- | ---------- |
| 48 kg | Tsogtbazaryn Enkhjargal | bye                       | Irini Merleni (Ucraina) F       |                      |                      |                      |            |            |            |
| 55 kg | Naidangiin Otgonjargal  | bye                       | Tonya Verbeek (Canada) 0-3, 0-4 |                      |                      |                      |            |            |            |
| 63 kg | Badrakhyn Odonchimeg    | Xu Haiyan (Cina) 3-5, 0-4 |                                 |                      |                      |                      |            |            |            |

## Nuoto
| Gara                        | Atleta                     | Batterie | Batterie | Semifinali | Semifinali | Finale | Finale |
| Gara                        | Atleta                     | Tempo    | Pos.     | Tempo      | Pos.       | Tempo  | Pos.   |
| --------------------------- | -------------------------- | -------- | -------- | ---------- | ---------- | ------ | ------ |
| 100 m rana maschili         | Boldbaataryn Bütekh-Uils   | 1'10"80  | 60       |            |            |        |        |
| 50 m stile libero femminili | Dashtserengiin Saintsetseg | 29"63    | 67       |            |            |        |        |

## Pugilato
| Gara                | Atleta                     | Sedicesimi                    | Ottavi                         | Quarti                             | Semifinali                      | Finale                      |
| ------------------- | -------------------------- | ----------------------------- | ------------------------------ | ---------------------------------- | ------------------------------- | --------------------------- |
| Pesi mosca leggeri  | Pürevdorjiin Serdamba      | Ronald Serugo (Uganda) 9-5    | Luis Yáñez (Stati Uniti) 8-7   | Amnat Ruenroeng (Thailandia) 5-2   | Yampier Hernández (Cuba) +8-8   | Zou Shiming (Cina) ritirato |
| Pesi gallo          | Enkhbatyn Badar-Uugan      | Óscar Valdez (Messico) 15-4   | John Joe Nevin (Irlanda) 9-2   | Khumiso Ikgopoleng (Botswana) 15-2 | Veaceslav Gojan (Moldavia) 15-2 | Yankiel León (Cuba) 16-5    |
| Pesi piuma          | Zorigtbaataryn Enkhzorig   | Mahdi Ouatine (Marocco) 10-1  | Idel Torriente (Cuba) 9-10     |                                    |                                 |                             |
| Pesi welter leggeri | Uranchimegiin Mönkh-Erdene | Hastings Bwalya (Zambia) 12-8 | Boris Georgiev (Bulgaria) 10-3 | Alexis Vastine (Francia) 4-12      |                                 |                             |

## Sollevamento pesi
| Gara            | Atleta                  | Strappo | Strappo | Slancio | Slancio | Totale | Posizione |
| Gara            | Atleta                  | Ris.    | Pos.    | Ris.    | Pos.    | Totale | Posizione |
| --------------- | ----------------------- | ------- | ------- | ------- | ------- | ------ | --------- |
| 63 kg femminile | Namkhaidorjiin Bayarmaa | 90      | 12      | 123     | 7       | 213    | 10        |

## Tiro
| Gara                         | Atleta                 | Qualificazioni | Qualificazioni | Finale    | Finale       | Finale |
| Gara                         | Atleta                 | Punteggio      | Pos.           | Punteggio | Punt. totale | Pos.   |
| ---------------------------- | ---------------------- | -------------- | -------------- | --------- | ------------ | ------ |
| Carabina 10 m aria compressa | Zorigtyn Batkhuyag     | 394            | 22             |           |              |        |
| Carabina 50 m tre posizioni  | Zorigtyn Batkhuyag     | 570            | 33             |           |              |        |
| Pistola 10 m aria compressa  | Otryadyn Gündegmaa     | 382            | 12             |           |              |        |
| Pistola 10 m aria compressa  | Tsogbadrakhyn Mönkhzul | 387            | 3              | 92,6      | 479,6        | 8      |
| Pistola 25 m                 | Otryadyn Gündegmaa     | 590            | 1              | 202,2     | 792,2        |        |
| Pistola 25 m                 | Tsogbadrakhyn Mönkhzul | 581            | 12             |           |              |        |